# 동일금속
동일금속은 1966년 12월 27일 대구광역시 동구 신암동에서 동일철강공업 압연사업부와 주조사업부로 시작하였다. 현재 압연사업부는 포항철강공단 동일산업으로 확장하고 이전하였으며, 주조사업부는 1983년 9월에 동일금속로 확장하여 경상북도 영천시 금호읍 덕성리 327번지(경상북도 영천시 금호읍 금호로 6)로 이전하였다.

## 연혁
- 1966년 12월: 대구 동구 신암동 동일철강공업주식회사 설립
- 1970년 4월: 제1호 아크로(5.5t)완공, 연간 20,000t 주강품생산
- 1973년 3월: 일본 KUREWA SEICO와 주강기술 협약 체결
- 1976년 5월: 영국선급협회 Lloyd's. 주강품 제조공장 인증
- 1978년 8월: 제2호 고주파 유도로 완공, 주강품 제조공장 인증(28,000t)
- 1979년 10월: 한국 선급협회 K.R. 주강품제조 공장 인증
- 1979년 12월: 프랑스선급협회 Bureau Veritas, 주강품 제조공장 인증
- 1981년 9월: 일본선급협회 NK, 주강품 제조 공장 인증
- 1983년 9월: 동일철강공업(주) 주조사업부 경북 영천에 공장이전
- 1984년 10월: 독일선급협회 Germanisher Lloyd's. 주강품 제조공장 인증
- 1984년 11월: 동일금속㈜ 법인설립
- 1986년 12월: 미국선급협회 BV. 주강품 제조공장 인증
- 1986년 12월: 제 23회 수출의 날 1백만불 수출의 탑 수상
- 1987년 3월: VRH(Vaccom Replacement Hardness)Line과 신고주파 유도로
- 1987년 8월: 주강라인 공장 증설
- 1987년 12월: 제 24회 수출의 날 2백만불 수출의 탑 수상
- 1991년 7월: 인도네시아 자카르타에 PT. DONGIL METAL INDONESIA 설립
- 1992년 12월: 제 27회 수출의 날 1천만불 수출의 탑 수상
- 1995년 9월: 건설기계장비 주강품으로 주력품 변경(일본IHI사 수출)
- 1996년 12월: VOLVO 건설기계코리아 등록
- 1997년 5월: 일본 코벨코크레인사, 스미토모사 등록
- 1998년 9월: 일본 히타치사 등록
- 1999년 7월: 현대중공업 건설장비사업부 등록
- 2000년 1월: ISO 9002 인증(BVQI)
- 2001년 6월: 미국시장진출(마니토웍 크레인 그룹)
- 2002년 12월: 일본 코벨코사 건설기계, 열처리 공장 인증
- 2003년 1월: 일본 스미토모사 건설기계, 열처리 공장 인증
- 2003년 5월: 일본 스미토모사 중기계건설기계 열처리 공장 인증
- 2005년 4월: 일본 코벨코사 QCD 특별상(해외공급업체 최초 수상)
- 2005년 6월: ISO 14001 인증(BVQI)
- 2005년 6월: 세계일류상품 생산인증기업 선정(산업자원부)
- 2005년 6월: 두산인프라코어, T25 Assembly Idler 공급
- 2005년 6월: 세계일류 중소기업 선정(경상북도)
- 2007년 4월: 일본 코벨코사 품질인정서 수상(해외기업 최초)
- 2007년 4월: 오길봉 대표이사 취임
- 2007년 11월: 제 44회 무역의 날 2천만불 수출의 탑 수상
- 2008년 11월: 제 45회 무역의 날 3천만불 수출의 탑 수상
- 2009년 7월: KOSDAQ 시장 상장
- 2009년 11월: 제 46회 무역의 날 5천만불 수출의 탑 수상
- 2010년 3월: 제44회 납세자의 날 대통령 표창 수상
- 2012년 3월: 동일금속(주)제2공장 완공
- 2012년 7월:'12년 히든 브랜드 선정(대통령직속 국가브랜드위원회)
- 2012년 10월: Manitowoc 社 품질 최고 공급업체 선정(주강품 공급업체 최초)
- 2012년 12월: 세계일류상품: 초대형굴삭기용 트랙슈등 2개 부문 생산인증기업선정 (지식경제부장관)
- 2014년 4월: '13년 코스닥시장 6회연속 히든챔피언 선정(KRX)

## 사업분야
| 크롤러 크레인 부품 - 트렉슈 어셈블리 - 텀블러 - 아이들러 | 초대형 굴삭기 부품 - 초대형 굴살기용 트랙슈 | 초대형 굴삭기 부품 - 브라켓 - 굴삭기용 어드져스트 컴포넌트 - 콘츄롤로드 |

## 관계사
| - 동일산업(주)\| www.dongil.co.kr - 제일연마공업(주)\| www.grinding.co.kr - 세명기업\| www.smautoparts.co.kr - 동일캐스팅(주) - PT. DONGIL METAL INDINESIA - PT. DONGIL CASTING - (한국어/영어/일본어) 동일금속 - 공식 웹사이트 |